# Arum (plaats)
Arum is een dorp in de gemeente Súdwest-Fryslân, in de Nederlandse provincie Friesland. Arum ligt in de streek de Bouwhoek,tussen Achlum en Witmarsum aan de Arumervaart. 
In 2023 telde het dorp 1.045 inwoners. In het postcodegebied van Arum liggen ook de buurtschappen Baarderburen en Grauwe Kat.

## Geschiedenis
Het dorp is ontstaan op een grote terp. Bij de afgraving in 1895 werd een klein houten zwaard gevonden dat gedateerd werd als gemaakt rond het jaar 600. De oorsprong van het dorp ligt mogelijk in wat later Baarderburen is geworden, daar werd in een weiland het skelet van een kind gevonden dat 700 jaar ouder was dan het zwaard.
Arum werd in 1275 vermeld als Aldenem, in 1400 als Aeldrum, in 1452 als Altarum, in 1466 als Arum, in 1482 als Alderum, in 1505 als Althaarum, in de 16e eeuw als Alt Arum en in 1595 als Arom. De plaatsnaam zou mogelijk verwijzen naar een woonplaats (heem/um) van de persoon Alder.
Het dorp kende enkele voorname families, waaronder het geslacht Van Sytzama.
Van 1 januari 1812 tot 1 oktober 1816 was Arum een zelfstandige gemeente. Tot 2011 lag Arum in de voormalige gemeente Wonseradeel.

### Slag
Op 4 juli 1380 werd de Slag bij Arum geleverd tussen de monniken van Ludingakerke en die van Oldeklooster, waarbij in totaal meer dan 130 man sneuvelden. De edelen Sicke Gratinga en Gale Hania werden zwaargewond naar Ludingakerke teruggevoerd. Hania zou overlijden aan zijn verwondingen.

## Kerken
Er staan een viertal kerkgebouwen in Arum. De oudste is de Lambertuskerk. Deze heeft een basis uit rond 1200 maar werd in 1664/65 dermate verbouwd na een brand door een blikseminslag dat daar nog weinig van terug is te vinden. In de 19e eeuw brandde er bovendien een deel van de kerk af. Het is de enige kerk die nog dienst doet.
De Gereformeerde kerk van Arum verving in 1910/11 een in 1862 gebouwde kerk die daarna een werkruimte werd. De nieuwe kerk deed tot 2012 dienst als kerk. De vierde kerk was de Gereformeerde Kerk Vrijgemaakt. Deze dateert uit 1957 en deed tot 1996 dienst als kerk. Daarna is hij omgebouwd tot een woning.

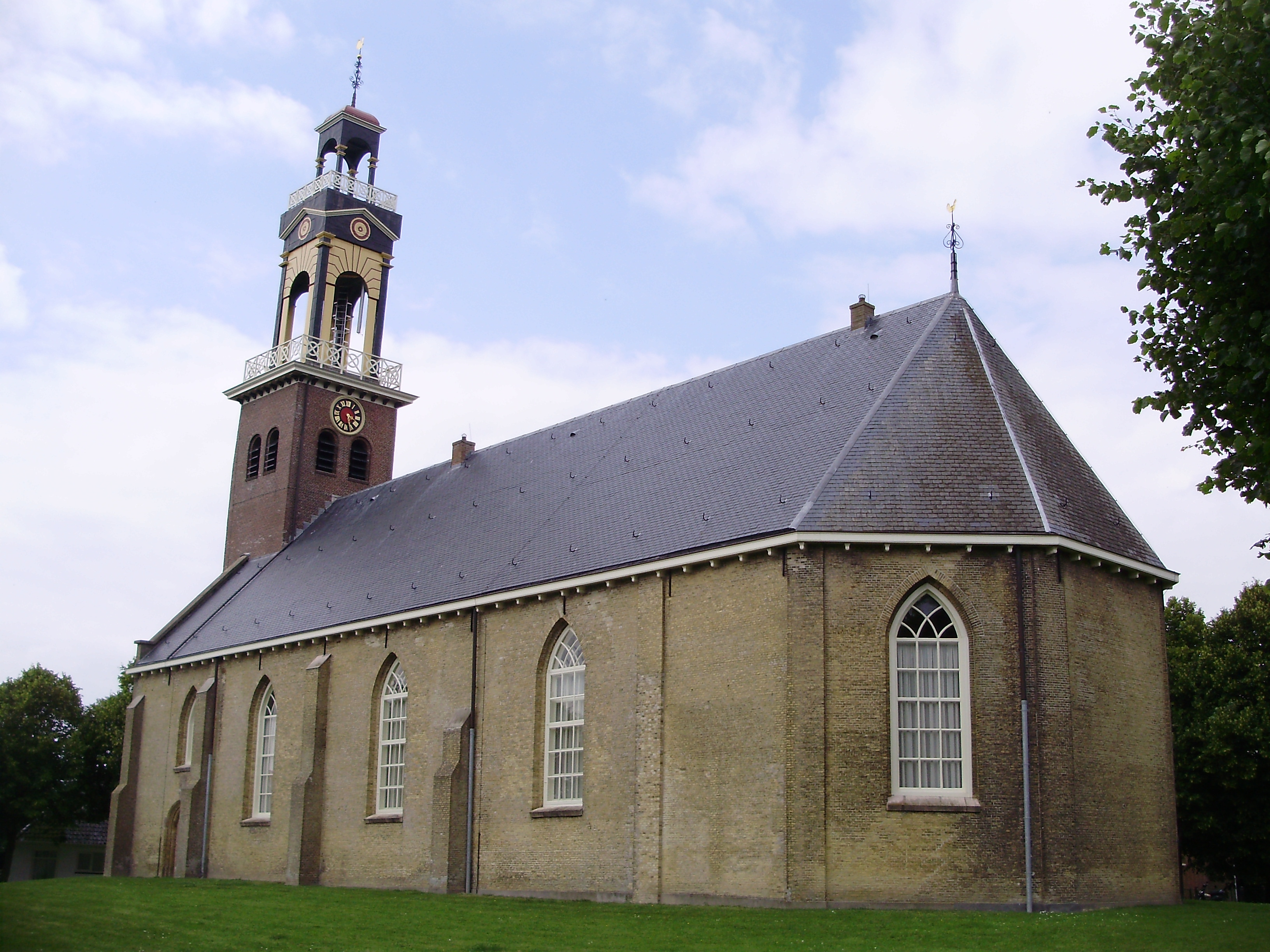
Lambertuskerk
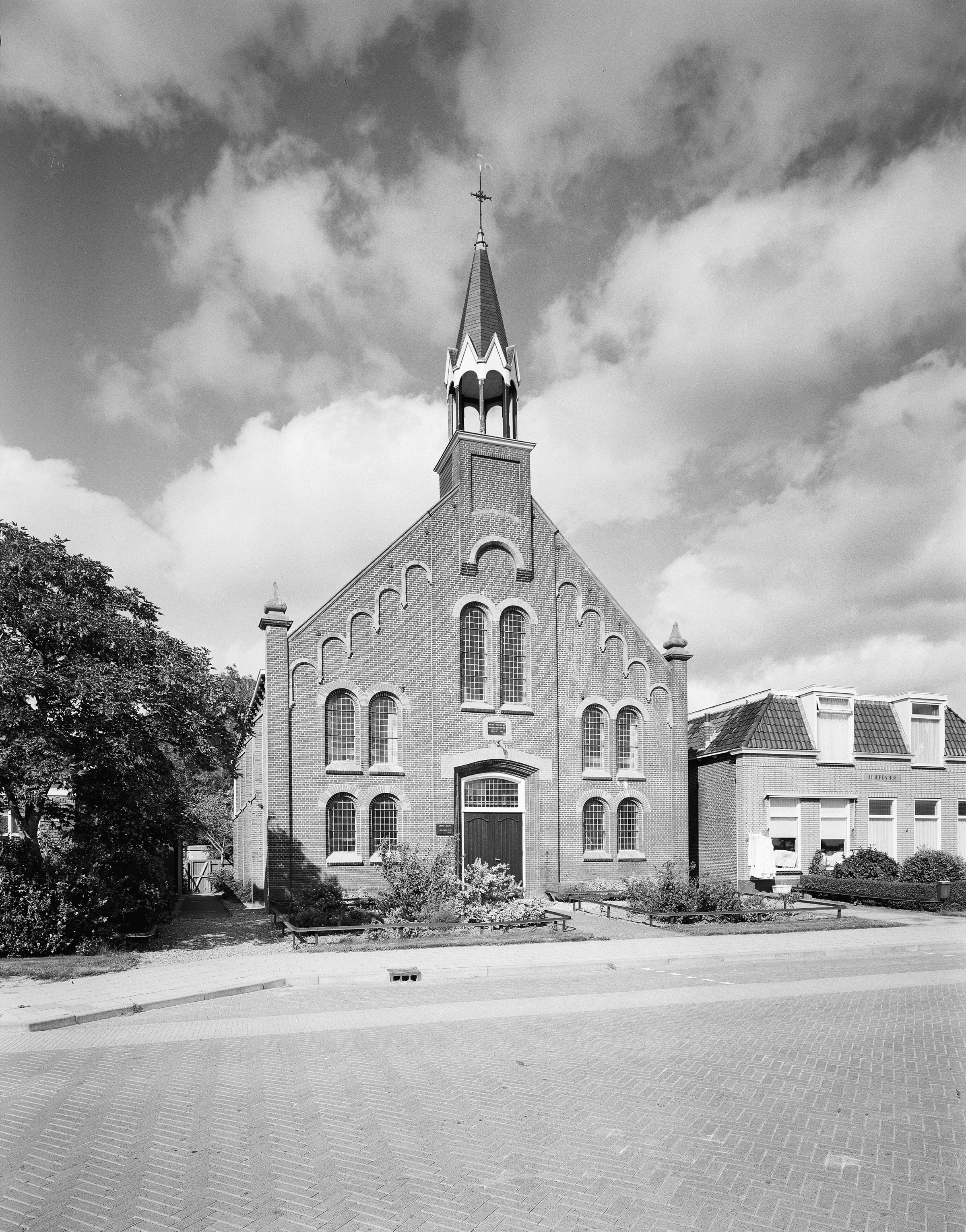
Gereformeerde kerk

## Sport
Het dorp heeft een voetbalvereniging, VV Arum. De kaatsvereniging Willem Westra heeft een veld op het sportpark de Bining.

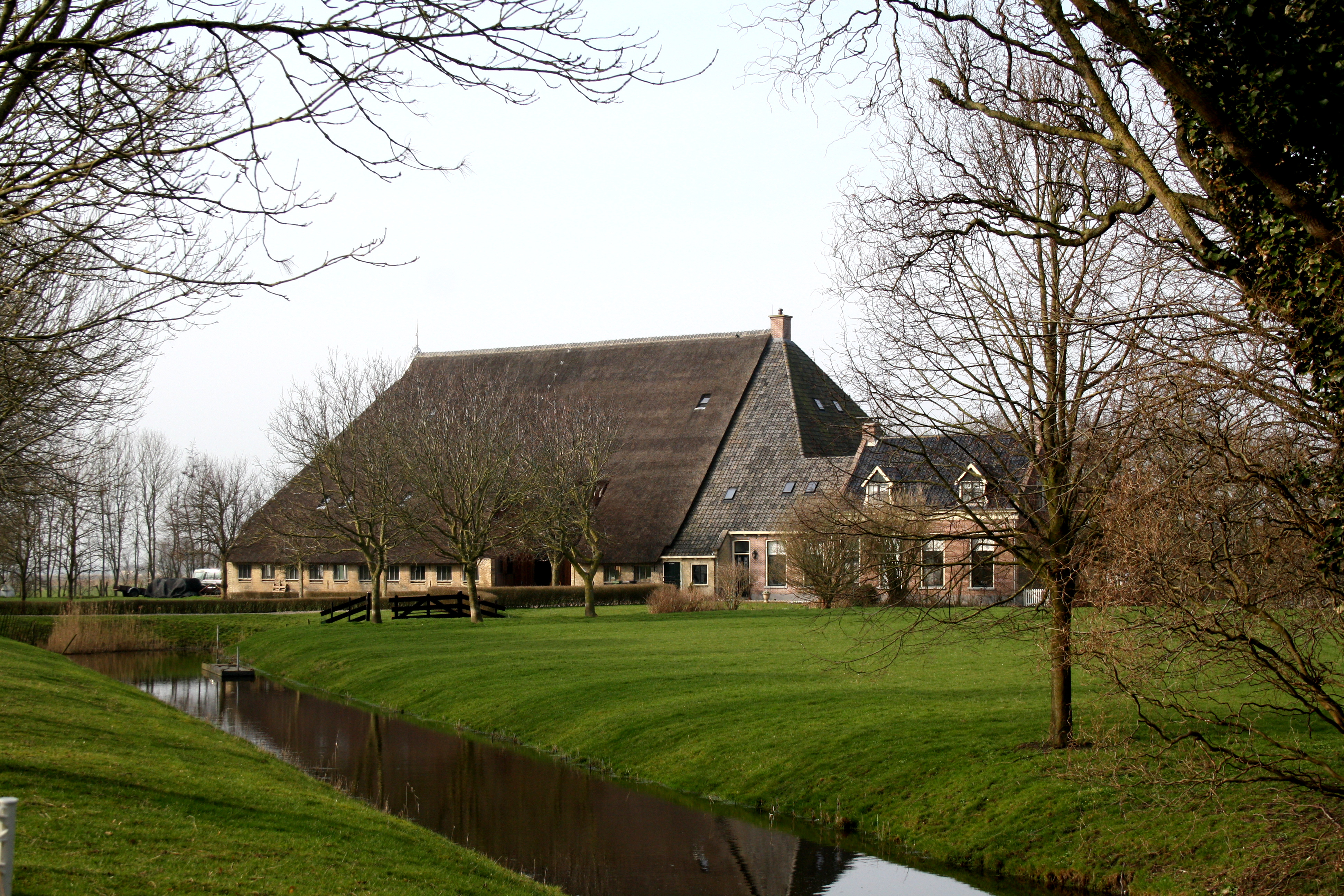
Camminghastate uit 1886

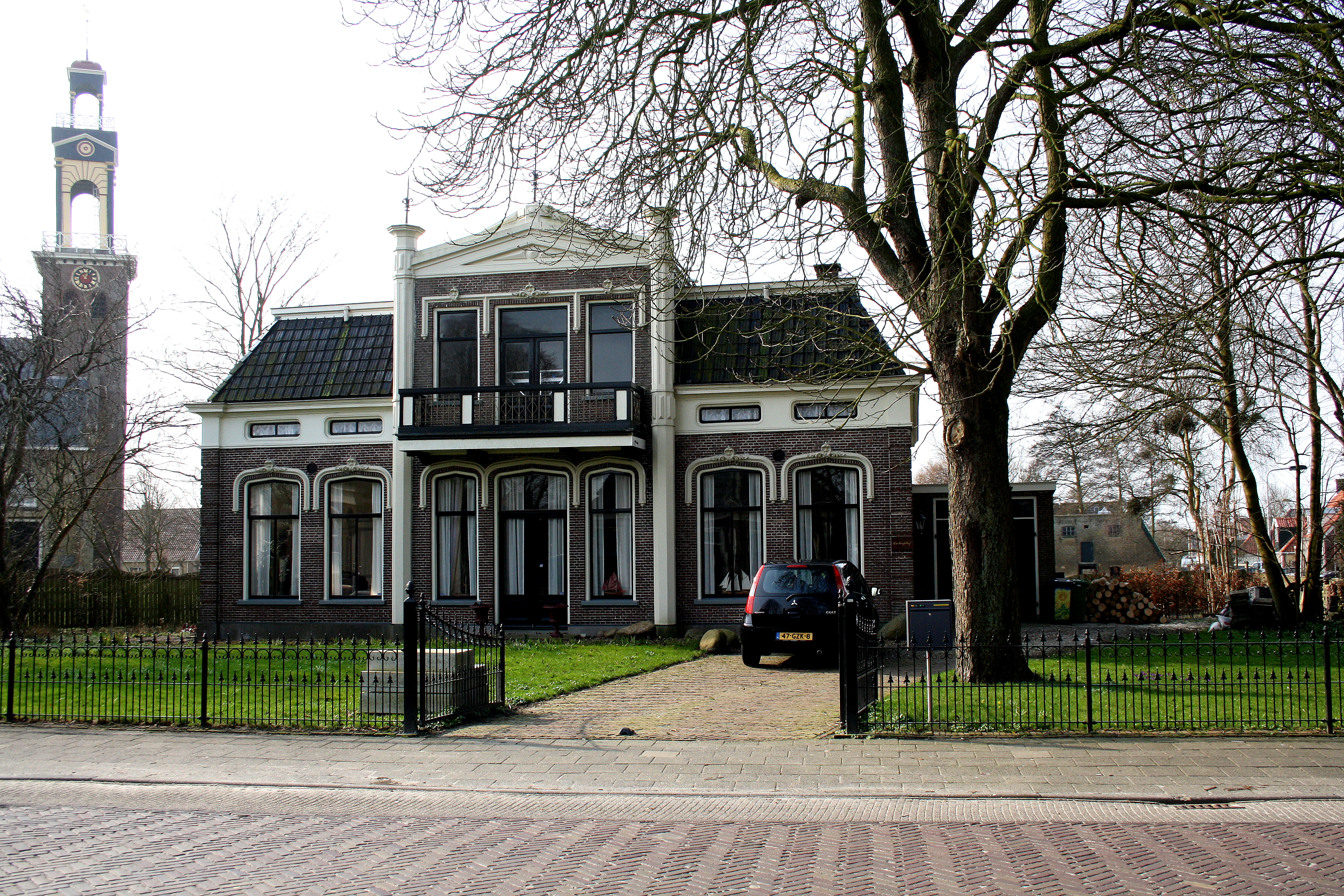
Voormalige dokterswoning uit 1882

## Cultuur
Het dorp was in het culturele leven lang verdeeld vanuit geloofsrichting, van veel culturele organisaties waren er twee, een gereformeerde en hervormde versie. Dat is in de loop van de twintigste eeuw veranderd. Tussen 1989 en 2019 waren er ook twee toneelverenigingen, ze gingen in 2019 samen onder de naam 'De Arumer Kat - teater en mear'. De oudste van de twee, 'Frysk Selskip Arum', was opgericht in 1909. Verder heeft het dorp een muziekvereniging genaamd 'Wubbenus Jacobs', deze werd opgericht in 1920.

## Onderwijs
Tot het schoolseizoen 2017/2018 had het dorp twee basisscholen, de openbare school 'De Opslach' en de christelijke school 'De Hoekstien'. De scholen zijn samengegaan in de Ontmoetingsschool 'De Oanrin'.

## Geboren in Arum
- Rudolphus Hamerster Dijkstra (1833-1878), burgemeester
- Willem Westra (1862-1923), sportbestuurder en oprichter van de Nederlandse Kaatsbond.
- Saekle Greijdanus (1871-1948), theoloog
- Johannes Rijpstra (1889-1944), burgemeester
- Jan Fokkema (1893-1966), ambtenaar, dominee en politicus
- Jacob Wijngaard (1944-), wiskundige en hoogleraar
- Wim Beckers (1955-), componist, tekstschrijver, gitarist en zanger
- Jan Willem Sap (1962-), jurist, politiek theoreticus en hoogleraar